# Copris afgoi
Copris afgoi är en skalbaggsart som beskrevs av Yves Cambefort 1992. Copris afgoi ingår i släktet Copris och familjen bladhorningar. Inga underarter finns listade i Catalogue of Life.